# سالاكة درانسفيلدية
سالاكة درانسفيلدية (الاسم العلمي:Salacca dransfieldiana) هي نوع من النباتات يتبع جنس السالاكة من الفصيلة الفوفلية.